# 圣米歇尔德拉皮埃尔
圣米歇尔-德拉皮埃尔（法語：Saint-Michel-de-la-Pierre，法語發音：[sɛ̃ miʃɛl də la pjɛʁ]）是法国芒什省的一个旧市镇，属于库唐斯区。2019年，圣米歇尔-德拉皮埃尔与临近的6个市镇合并为新市镇圣索沃尔维拉日。

## 地理
圣米歇尔-德拉皮埃尔（49°8'18"N, 1°23'7"W）面积4.25 平方千米，位于法国诺曼底大区芒什省，该省份为法国西北部沿海省份，西、北、东北三面环大西洋，东起顺时针与卡爾瓦多斯省、奧恩省、马耶讷省和伊勒-维莱讷省接壤。
与圣米歇尔-德拉皮埃尔接壤的市镇（或旧市镇、城区）包括：圣欧班迪佩龙、勒梅尼尔比、蒙屈、圣索沃尔朗德兰。
圣米歇尔-德拉皮埃尔的时区为UTC+01:00、UTC+02:00（夏令时）。

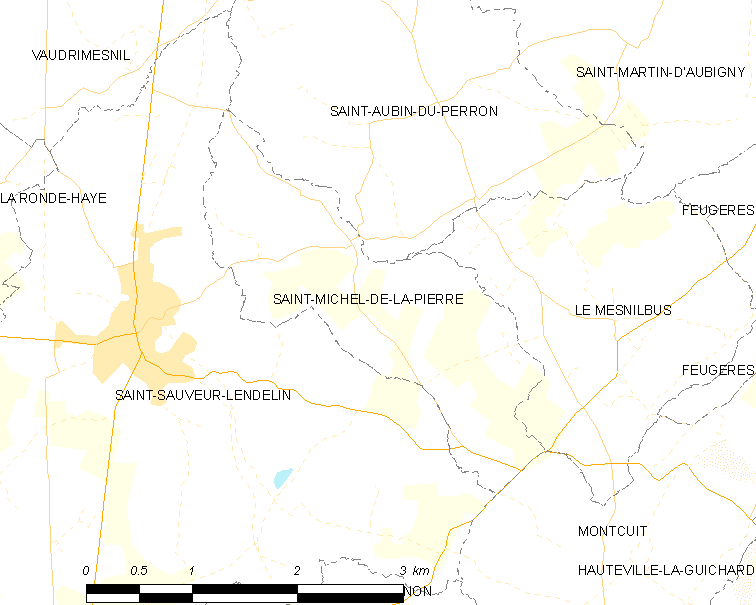
圣米歇尔-德拉皮埃尔的OSM定位图

## 行政
圣米歇尔-德拉皮埃尔的邮政编码为50490，INSEE市镇编码为50524。

## 政治
圣米歇尔-德拉皮埃尔所属的省级选区为阿贡-库坦维尔县。

## 人口

1962-2008年间圣米歇尔-德拉皮埃尔人口变化图示

圣米歇尔-德拉皮埃尔于2018年1月1日时的人口数量为218人。